# Aristonectidae
De Aristonectidae zijn een familie van slecht bekende uitgestorven plesiosauriërs uit het Jura en het Krijt. Ze zijn nauw verwant aan polycotylide plesiosauriërs. De familie bestaat uit Tatenectes, Kimmerosaurus, Aristonectes en Kaiwhekea. Deze groep was voorheen bekend als de Cimoliasauridae, maar aangezien Cimoliasaurus onbepaald is of een nomen dubium en mogelijk een elasmosauride, werd deze vervangende naam opgericht. Een probleem is dat als Cimoliasaurus toch een ouder synoniem mocht blijken te zijn van Kimmerosaurus de familienaam alsnog Cimoliasauridae wordt. Families mogen weliswaar worden benoemd met als typegenus een pas later dan een ander genus benoemd geslacht die beiden tot de groep behoren, maar voor de familienamen onderling geldt onverkort de prioriteitsregel. Dit werd niet onderkend.
Tatenectes en Kimmerosaurus vertegenwoordigen een eerdere radiatie tijdens het Jura van Laurasia, terwijl Aristonectes en Kaiwhekea een latere radiatie tijdens het Krijt van Gondwana vertegenwoordigen.
Een familie Aristonectidae werd in 2009 benoemd door Robin O'Keefe en Hallie Street. Zij definieerden echter geen klade.
In veel analyses wordt een zodanige groep niet aangetroffen en is het begrip parafyletisch of zelfs polyfyletisch.

## Beschrijving
Aristonectidae werden gekenmerkt door een relatief grotere kop en kortere nek dan de Plesiosauridae en Elasmosauridae. De tanden lijken op die van de Plesiosauridae. De groep is alleen bekend van schaarse en fragmentarische overblijfselen.
De formele diagnose van de familie was in 2009 dat ze beschikken over de volgende kenmerken:
- Een snuit die relatief lang is, maar niet vernauwd doch naar voren breed is
- Een paroccipitaal uitsteeksel van het opisthoticum dat alleen articuleert met het squamosum
- Tanden die klein en relatief smal zijn (kroonlengte minder dan een centimeter)
- Het aantal premaxillaire tanden is zeven of meer
- Het aantal maxillaire tanden is meer dan dertig
- Verhemelte met een naar beneden verbrede bult die uit het vlak van het verhemelte uitsteekt tussen de achterste en voorste interpterygoïde holte als die althans aanwezig zijn
- Aantal halswervels meer dan tweeëndertig
- Halswervels veel breder dan lang
- Halswervels met slecht gedefinieerde randen van de gewrichtsoppervlakken door een slechte verbening
- Duidelijke verticale vernauwing van de wervellichamen van de halswervels op hun onderste middenlijn ("binocular-shaped"), althans bij afgeleide leden van de groep (dit is dus geen synapomorfie)
- Wervelboog en ruggenmergkanaal zijn erg klein of smal in verhouding tot de diameter van het wervellichaam